# انریکو کاروزو
انریکو کاروزو (به ایتالیایی: Enrico Caruso) (زادهٔ ۱۵ فوریه ۱۸۷۳ در ناپل – درگذشتهٔ ۲ اوت ۱۹۲۱ در ناپل) یک خوانندهٔ اپرای ایتالیایی بود که یکی از مشهورترین خوانندگان تنور تاریخ به حساب می‌آید. کاروزو همچنین یکی از محبوب‌ترین خوانندگان در تمام سبک‌ها در دو دههٔ اول قرن بیستم می‌باشد. ضبط‌های محبوب کاروزو و صدای شگفت‌آورش، که در دامنه، قدرت و زیبایی شهره بود او را به یکی از مشهورترین ستارگان عصر خود تبدیل کرده بود.
او در کودکی تلاش بسیاری کرد برای خوانندگی اما معلمان او می‌گفتند تو نمی‌توانی و صدای خوبی نداری اما مادرش همچنان او را تعریف و تمجید می‌کرد و کار می‌کرد تا بتواند پول کلاس آواز پسرش را بدهد و سر انجام او یکی از خواننده‌های معروف شد.